# Macrothele palpator
Macrothele palpator är en spindelart som beskrevs av Pocock 1901. Macrothele palpator ingår i släktet Macrothele och familjen Hexathelidae. Inga underarter finns listade i Catalogue of Life.